# Козорез, Антон Константинович
Анто́н Константи́нович Козоре́з (14 мая 1983, Благовещенск, СССР) — российский футболист, вратарь.

## Карьера
Воспитанник благовещенского футбола. Начал тренироваться в 6 лет в детско-юношеской спортивной школе «Юность» под руководством Геннадия Васильевича Рахманенко. В 15 лет перешёл в дублирующий состав «Амура-Энергии». 23 июня 2001 года состоялся его дебют за основную команду во Втором дивизионе. В гостевой встрече с «Кузбасс-Динамо» Козорез на 60-й минуте при счёте 0:3 сменил в воротах Андрея Недоступа. Следующую игру в Хабаровске (2:0) начал в стартовом составе. Один из мячей с пенальти забил голкипер хозяев Андрей Дикань. За шесть лет вместе с «Амуром» завоевал право выступать в Первом дивизионе, однако команда там не задержалась. В первом же сезоне клуб занял 19-е место и вылетел обратно во Втором дивизион. Перед сезоном 2006 года в «Амуре» сменилось руководство, с которым у Козореза произошёл конфликт, в связи с чем по окончании сезона он покинул команду.
В начале 2007 года ездил на просмотр в казахстанский «Иртыш» Павлодар, который успешно прошёл, однако из-за бюрократических проволочек контракт с ним подписан не был. Таким образом сезон Козорез начал в вологодском «Динамо», выступавшем в зоне «Запад» Второго дивизиона. Дебютировал в первом туре первенства против команды «Балтика-2» (0:1). Вторую половину сезона Козорез начал игроком казахстанской Премьер-лиги, подписав контракт с «Атырау». 1 ноября 2007 года провёл единственную игру в чемпионате Казахстана против «Иртыша» Павлодар (0:2). В 2008 году перед началом очередного чемпионата в команде сменился главный тренер. Сергей Волгин сделал кардинальные изменения в составе, в результате которых клуб покинул ряд игроков, в числе был которых и Козорез.
Покинув Казахстан, Козорез вернулся в «Амур», по-прежнему выступавший во второго дивизионе. Проведя в родном городе полтора года, перешёл в «СКА-Энергию». В дебютной игре на выезде с «Черноморцем» вышел на замену уже на 29-й минуте, после чего не пропустил ни одного мяча.
Тренер вратарей в ФК «Алмаз-Антей» (Санкт-Петербург).

## Достижения
- Лучший вратарь зоны «Восток» Второго дивизиона: 2004[2].

## Личная жизнь
Отец Константин Козорез также был вратарём благовещенского «Амура».